# 亲爱的姊妹
《親密姐妹》，為日本富士電視台從2014年10月16日開始於週四劇場（JST 22:00 - 22:54）播出的連續劇，由石原聰美、松下奈緒主演。

## 故事大綱
天真爛漫、自由奔放的27歲妹妹美咲（石原聰美飾），美貌且擁有高智商，高中畢業後離家。認真卻有點笨拙的29歲姐姐葉月（松下奈緒飾），在區公所擔任公務員，一心只想早點與男友結婚。多年未聯繫的美咲突然出現並入住葉月家，彼此雖有爭執，但也彼此扶持，兩人也因為長久相處解開彼此的心結。但葉月並不知道，美咲心中有個不能說的秘密…

## 演員表

### 主要人物
深澤美咲→櫻庭美咲（27）
演 - 石原聰美（童年：本間愛咲）（香港配音：陳皓宜）
葉月的妹妹。名字是「美麗綻放」的意思。
酒店小姐→服裝店接待人員。7年前得了紅斑性狼瘡，卻刻意向家人隱瞞得病的事實。
個性不拘小節，是個率真的人，許多事情都是為了姊姊。
深澤葉月→萩原葉月（29）
演 - 松下奈緒（童年：尾澤琉奈）（香港配音：林元春）
美咲的姐姐。一開始誤會自己的名字意為「落葉之月」，實際為「稻穗飽滿之月」之意。
區公所區民生活部住民服務部職員→婚紗設計工作坊「Ryo」實習設計師。
常常無法理解率性的妹妹的想法而吵架，個性老實，是個腳踏實地的人，相較於妹妹較缺乏自信。

### 深澤家
深澤七重（55）
演 - 片平渚（香港配音：黃麗芳）
美咲與葉月的母親。在葉月8歲及美咲5歲時丈夫過世，獨自扶養兩個女兒長大。
櫻庭花
演 - 大友望愛
美咲的女兒。親生父親是櫻庭宗一郎。

### 深澤家相關人士
櫻庭永人（27）
演 - 岩田剛典（EXILE／第三代J Soul Brothers）（香港配音：周倚天）
外號「小八」（「永人」日文發音與英文Eight同音），美咲的朋友，夢想成為職業滑板選手的打工族。
暗戀著美咲，甚至假裝自己是同性戀，最後和美咲結婚。
櫻庭宗一郎（42）
演 - 田邊誠一（香港配音：陳廷軒）
葉月高中時期的班導師。秀光補習班講師。
佐藤和子（30）
演 - 森寬和（香港配音：張頌欣）
葉月的朋友。網頁設計師。

### 區公所
平安尚子（32）
演 - MEGUMI
葉月的同事。達也與葉月結婚前的偷吃對象。
吉村達也（30）
演 - 平岡祐太（香港配音：梁偉德）
葉月的前未婚夫。健康保險課職員。因美咲的關係導致與葉月的婚事告吹。

### 有機咖啡廳「APPLESEED（蘋果籽）」
萩原陽平（36）
演 - 平山浩行（香港配音：陳欣）
「APPLESEED」店長，喜歡葉月，一開始不敢勇於追求，是受到美咲的鼓勵及幫助下順利求婚。
上杉香織（40）
演 - 堀內敬子（香港配音：陸惠玲）
陽平的姐姐，育有三個兒子。（萩原香織→上杉香織）
統太
演 - 武藤賢人
「APPLESEED」員工。
峻介
演 - 御廚響一
「APPLESEED」員工。
上杉直尚
演 - 山中聰（香港配音：蘇強文）
香織的丈夫。
上杉景虎
演 - 井上稀翔
上杉家長男。
上杉政虎
演 - 大西利空
上杉家次男。
上杉輝虎
演 - 大山蓮斗
上杉家三男。
上杉謙信
演 - 太田流星
上杉家四男。與美咲的女兒小花同年。

### 其他
真智子
演 - 逢澤莉娜
仁美
演 - 佐藤綾衣
優子
演 - 谷川理沙子
以上3人為私下偷偷在酒店兼差當女公關的區公所公務員。 「APPLESEED」的常客。

### 客串角色
第1集
- 梨央（新婚夫妻） - 澤井美優
- 健人（新婚夫妻） - 株元英彰

第2集
- 涉川真司（七重的再婚對象） - 渡邊裕之（第3集－第4、9集－第10集）（香港配音：馮志輝）
- 清水龍太郎（酒店客人，横濱中央大學醫院内科醫師） - 前川泰之（日语：前川泰之）（第3集－第4集）（香港配音：關令翹）
- 弘（酒店經理） - 横塚真之介（第3集－第5、8集）（香港配音：張方正）
- 西園寺（酒店客人，西園寺建設社長） - 菊池均也（日语：菊池均也）（第4、9集）（香港配音：盧國權）

第3集
- 光（永人的朋友） - 風間由次郎（日语：風間由次郎）
- 祐太（永人的朋友） - 平埜生成（日语：平埜生成）

第5集
- 高橋（婦產科醫師，美咲的主治醫師） - 長野里美（日语：長野里美）（第9集－第10集）

第6集
- 恭子（服飾店老闆，美咲的雇主） - 楊原京子（日语：楊原京子）（第7集－第8集）
- 白石（永人大學時代的朋友） - 小野塚勇人

第7集
- 廣瀨（和子的相親對象） - 田中幸太朗（日语：田中幸太朗）（第9集－第10集）（香港配音：黃積權）
- 土田（和子的職場同事，廣瀨的朋友） - 内田滋（日语：内田滋）
- 芳樹（律師，永人大學時代的朋友） - 田野倉雄太（香港配音：劉奕希）

第8集
- 柴田亮（婚紗服裝設計師，葉月的雇主） - 鈴木一真（日语：鈴木一真）（第9集）（香港配音：葉振聲）
- 麻生貴子（宗一郎的前妻） - 音月桂（第9集－第10集）（香港配音：梁少霞）
- 岩本（膠原醫院内科醫師，美咲的主治醫師） - 山崎大輔（日语：山崎大輔）（第10集）（香港配音：葉振聲）
- 麗華（婚紗設計工作坊負責人） - 篠原友希子（香港配音：伍秀霞）

第9集
- 桑名（永人的學長，職業滑板選手） - NAOTO[4]（友情演出）（第10集）（香港配音：鍾見麟）

第10集
- 櫻庭永一郎（宗一郎、永人的父親） - 清水紘治（日语：清水紘治）（香港配音：譚炳文）
- 櫻庭聰子（宗一郎、永人的繼母） - 丸山瑠真

## 製作群
- 劇本 - 中谷麻由美
- 導演 - 田中亮、平野真、關野宗紀
- 副導演 - 岩城隆一
- 音樂 - Jhameel、橘麻美、白石惠美、大間間昴
- 主題曲 - Che'Nelle「Happiness」（日本環球音樂／Delicious Deli Records）
- 插曲 - Moumoon「BF」（愛貝克思／avex trax）
- 音樂製作 - 志田博英
- 片頭字幕 - 小林一博
- 製作人 - 中野利幸
- 副製作人 - 西田久美子、荻田真弓
- 製作出品 - 富士電視台

## 播出日程與收視率
| 各集                                                     | 播出日期       | 副標題 | 中文副標題                                                  | 導演     | 收視率 |
| -------------------------------------------------------- | -------------- | ------ | ----------------------------------------------------------- | -------- | ------ |
| 第1集                                                    | 2014年10月16日 |        | 世界上最受人疼愛的妹妹和最笨拙的姐姐...！！誰能抓住幸福呢？ | 田中亮   | 11.8%  |
| 第2集                                                    | 2014年10月23日 |        | 絕對說不出口的吻                                            | 田中亮   | 11.4%  |
| 第3集                                                    | 2014年10月30日 |        | 第一次早上才回家？                                          | 田中亮   | 12.0%  |
| 第4集                                                    | 2014年11月6日  |        | 讓我來保護你！                                              | 平野真   | 11.5%  |
| 第5集                                                    | 2014年11月13日 |        | 被揭發的祕密？                                              | 平野真   | 10.6%  |
| 第6集                                                    | 2014年11月20日 |        | 心理和身體都一絲不掛                                        | 關野宗紀 | 10.0%  |
| 第7集                                                    | 2014年11月27日 |        | 攸關性命的愛情                                              | 田中亮   | 12.0%  |
| 第8集                                                    | 2014年12月4日  |        | 祕密的情書                                                  | 關野宗紀 | 10.8%  |
| 第9集                                                    | 2014年12月11日 |        | 最後的承諾                                                  | 平野真   | 11.7%  |
| 完結篇                                                   | 2014年12月18日 |        | 向星星許願                                                  | 田中亮   | 10.9%  |
| 平均收視率 11.3%（收視率由Video Research於關東地區統計） |                |        |                                                             |          |        |

## 外部連結
- 日本富士电视台官方网页（页面存档备份，存于）
- 豆瓣討論專題 （页面存档备份，存于）
- 緯來日本台 （页面存档备份，存于）

## 資料來源
1. ↑  親密姐妹 （页面存档备份，存于）. 親密姐妹.
2. .   [2015-01-10]. （原始内容存档于2020-11-25）.
3. ↑  .   [2015-01-10]. （原始内容存档于2016-03-05）.
4. ↑  CinemaCafe.net. . 2014-12-11  [2014-12-15]. （原始内容存档于2019-06-22）.
5. ↑  ディア・シスター （页面存档备份，存于）、體育日本、2014年11月17日閲覧。

## 節目的變遷
| 日本富士電視台 木曜劇場     | 日本富士電視台 木曜劇場             | 日本富士電視台 木曜劇場 |
| --------------------------- | ----------------------------------- | ----------------------- |
|                             | （2014.10.16 - 2014.12.18）         |                         |
| （2014.07.17 - 2014.09.25） | 問題餐廳 （2015.01.15－2015.03.19） |                         |

| 緯來日本台 星期一至五 22:00至00:00 | 緯來日本台 星期一至五 22:00至00:00 | 緯來日本台 星期一至五 22:00至00:00 |
| ---------------------------------- | ---------------------------------- | ---------------------------------- |
|                                    | （2015.01.15 - 2015.01.28）        |                                    |
| （2015.01.14）                     | （2015.01.29 - 2015.02.12）        |                                    |

| 香港 TVB日劇台 星期日 13:30－15:30、17:30－19:30及21:30－23:30 12月20日及27日 13:30－15:15、17:30－19:15及21:30－23:15 | 香港 TVB日劇台 星期日 13:30－15:30、17:30－19:30及21:30－23:30 12月20日及27日 13:30－15:15、17:30－19:15及21:30－23:15 | 香港 TVB日劇台 星期日 13:30－15:30、17:30－19:30及21:30－23:30 12月20日及27日 13:30－15:15、17:30－19:15及21:30－23:15 |
| --- | --- | --- |
| | （2015.12.20 - 2016.01.17）                                                                                            | |
| （2015.11.15 - 2015.12.13）                                                                                            | （2016.01.24 - 2016.02.21）                                                                                            | |